# Demócratas Progresistas
Los Demócratas Progresistas (en inglés, Progressive Democrats; en gaélico An Páirtí Daonlathach, lit.: El Partido Democrático) fue un partido liberal de la República de Irlanda fundado en 1985. Adoptaba posiciones liberales tanto en asuntos económicos como sociales o morales. A pesar de su actitud liberal en muchos aspectos, se considera que los miembros de los DP eran bastante conservadores respecto a la inmigración. El partido consiguió el 4% de los votos en las elecciones Generales irlandesas de 1997 y el 2,7% en las de 2007. Sin embargo, los DP han tenido una influencia significativa en la política irlandesa de los últimos años, al haber formado coalición de gobierno con el Fianna Fáil entre 1989 y 1992, y desde 1997 hasta la disolución del partido en noviembre de 2009.

## Historia
Desmond O'Malley, un antiguo ministro de los gobiernos del Fianna Fáil presididos por Jack Lynch y Charles Haughey fundó el partido en 1985. O'Malley estaba enfrentado a Haughey y fue expulsado del partido cuando se negó a apoyar la negativa del Fianna Fáil a introducir la contracepción. 
O'Malley, junto con varios afiliados del Fianna Fáil (Mary Harney, Bobby Molloy y Pearse Wyse) y otros del Fine Gael como el parlamentario Michael Keating y Michael McDowell, creó el nuevo partido. Los escindidos estaban insatisfechos con las medidas llevadas a cabo por los partidos existentes, que consideraban poco liberales, tanto económicamente como en asuntos como el divorcio y los anticonceptivos).
En las elecciones generales de 1987, el nuevo partido obtuvo 14 escaños y el 11,9% de los votos, convirtiéndose en el tercer partido de la Dáil. Los Demócratas Progresistas eran el segundo partido de la oposición en circunstancias difíciles. El gobierno en minoría del Fianna Fáil introdujo algunas de las medidas que los DP habían recomendado y como el Fine Gael ofreció su apoyo en asuntos económicos, los DP tuvieron problemas para plantear una oposición efectiva. 
En 1989 formaron un gobierno de coalición con el Fianna Fáil, con Charles Haughey como Taoiseach. Albert Reynolds sustituyó a Haughey en 1992.
Tras la caída del primer gobierno de Reynolds meses más tarde, en 1992, O'Malley se dejó el puesto de líder del partido. Mary Harney se convirtió en la primera mujer que dirigía uno de los principales partidos políticos irlandeses. Harney ocupó el puesto de Tánaiste (vice primer ministro) entre mayo de 1997 y septiembre de 2006, cuando dimitió como líder del partido.
En las elecciones generales de 2002, el partido superó las expectativas, doblando su número de bancas en la Dáil y alcanzando la cifra de 8, aunque su porcentaje de voto bajó levemente al 4%. Se cree que atrajo los votos de antiguos votantes del Fine Gael.
En total, los Demócratas Progresistas han participado en gobiernos de coalición 4 veces, en todas ellas con el Fianna Fáil (1989-1992; 1997-2002; 2002-2007; 2007-2009).
Las Elecciones Generales irlandesas celebradas el 24 de mayo de 2007 dieron un resultado muy negativo a los Demócratas Progresistas, que perdieron 6 de sus 8 escaños, pasando a quedar con sólo 2. Michael McDowell no resultó elegido y se retiró de la vida política.
El 8 de noviembre de 2008, los miembros parlamentarios y el fundador Desmond O'Malley se unieron en la opinión de que el partido ya no era políticamente viable, así los delegados de su Asamblea votaron por disolver el partido con 201 votos a favor y 161 en contra, cesando definitivamente en junio de 2009. De cara a las elecciones locales de 2009 muchos de sus antiguos miembros revalidaron sus cargos en ayuntamientos en condados, ya fuera dentro del Fine Gael, el Fianna Fáil y como independientes.

## Dirigentes

### Líder
- 1985–1992: Des O'Malley
- 1993–2006: Mary Harney
- 2006–2007: Michael McDowell
- 2007–2008: Mary Harney
- 2008-inc.: Ciarán Cannon

### Número dos del partido
- 1986–1989: Michael Keating
- 1989–1992: Pearse Wyse
- 1992–1994: Pat Cox
- 2006–2007: Liz O'Donnell
- 2007-: Noel Grealish

### Presidente
- 2002–2006: Michael McDowell
- 2006–2009: Tom Parlon

## Resultados electorales
|  | 11,8 % |

|  | 5,5 % |

|  | 4,7 % |

|  | 4,7 % |

|  | 4,0 % |

|  | 2,73 % |